# Фольратсруэ
Фольратсруэ (нем. Vollrathsruhe) — община в Германии, в земле Мекленбург-Передняя Померания.
Входит в состав района Мюриц. Подчиняется управлению Зеенландшафт Варен.  Население составляет 471 человек (на 31 декабря 2010 года). Занимает площадь 31,24 км².